# 강녕 전투
강녕 전투(江寧之戰, 1853년)의 태평천국군이 강소성 강녕부(현재의 난징)를 공격하여 함락시킨 사건이다. 태평천국군이 우한을 점령한 직후 1853년 3월 8일부터 시작되었으며, 1853년 3월 19일 청군이 철수한 지 며칠이 지나 난징의 함락으로 끝났다.
남은 청나라 수비군은 태평천국에 항복했지만, 그럼에도 불구하고 처형되었다.

## 배경
태평천국군은 1853년 1월에 무창을 점령했다. 북쪽으로 진격하여 베이징을 직접 공격하는 대신 동쪽으로 향하기로 결정하고 먼저 50만 명 이상의 병력으로 난징을 장악하려 했다. 향영이 이끄는 청군의 진군을 지연시키기 위해 처음에 무창 포위 공격에 사용된 부교는 불태우고, 파괴했다. 태평천국군은 사실상 무저항 상태인 안휘성의 구강과 안경을 점령했다.
3월 6일, 태평천국군은 남경에 이르렀고, 병력은 약 75만 명에 달했다. 태평천국군은 13일 동안 도시를 포위했다. 성벽 아래로 폭발물을 심기 위해 세 개의 굴을 팠다. 그것들 중 두 개는 제 시간에 폭발했지만, 세 번째 것은 지연 폭발로 인해 많은 태평천국군이 아군에 의해 목숨을 잃었다. 3월 20일, 태평천국군이 강녕부에 도착했다. 그곳은 4만 명의 기병과 녹영이 방어하고 있었다. 3월 29일, 청나라는 태평천국군 인해전술을 감당할 수 없었고, 강녕부는 빠르게 함락되었다.
전투를 벌이는 동안 태평천국군은 승려로 위장한 간자를 도시에 잠입시켰다. 그들은 성의 약점이 어디에 있는 지를 태평천국군에게 알려주는 불을 피웠다.
이후 태평천국은 이곳을 천경으로 개명하고 수도로 삼았다. 이후 1864년, 천경공방전으로 청나라에 함락될 때까지 11년간 이곳은 태평천국의 수도가 되었다.

## 같이 보기
- 태평천국
- 천경공방전